# Lago Riñihue
El lago Riñihue es un lago precordillerano en la provincia de Valdivia (Región de Los Ríos) en el sur de Chile. Desagua en el río San Pedro, y se alimenta de las aguas de siete lagos a través del río Enco que lo une con el lago Panguipulli. Forma parte de una cuenca hidrográfica que va desde la bahía de Corral, hasta San Martín de los Andes. Es decir es transcordillerana y binacional. Los otros lagos de la cuenca son: Lácar y Nonthué, en Argentina, y Pirihueico, Neltume, Calafquén,  Pullinque, y lago Panguipulli  . Para algunos autores conforma parte de la Patagonia chilena, pero está al norte del límite tradicional en el seno de Reloncaví.

## Descripción
El lago Riñihue forma parte de la hoya hidrográfica del río Valdivia. Es un lago de origen glaciar, sus aguas son de color azul verdoso transparente, la temperatura de estas varía entre los 7°C en invierno y 20°C en verano. El oleaje es en general leve, según dirección del viento, y ocasionalmente peligroso.
En el extremo oriental del lago está el volcán Mocho-Choshuenco y en el extremo occidental de la cuenca el cerro Tralcán. El camino que une a ambos extremos por el lado sur está cortado en el tercio oriental.

Diagrama unifilar de la cuenca del río Valdivia.

## Historia
Recibe su nombre del mapudungun Rüngi we, "lugar de colihues".
Luis Risopatrón lo describe en su Diccionario Jeográfico de Chile de 1924:
Riñihue (Lago de) 39° 50' 72° 18' Tiene unos 60 km2 de superficie i se estiende por unos 20 kilómetros, con 3 km de ancho en su centro i unos 300 m en su parte W, donde tiene su oríjen el rio de San Pedro, que desagua unos 375 m3 por segundo; se encuentra a 117 m de altitud i ofrece aguas trasparentes i azuladas, a las que no se les ha encontrado fondo con 40 m de sondalesa a 3 km al E del desahue. i sus riberas son boscosas i están resguardadas por altos cerros, cubiertos de una espesa vejetacion. 1, v, p. 137; 61, XXIII, p. 441: i xxxiii, p. 5; 63, p. 463; 65, p. 273; 120, p. 58; 134; 155, p. 661; i 156; de Riñihue en 62, I, p. 70; de Riñihue en 66, p. 2S i 253; i de Renihue en 155, p. 653.
El lago es conocido por el llamado riñihuazo, una enorme catástrofe que se evadió. Sucedió cuando el deslizamiento de tierra que ocurrió por causa del terremoto de Valdivia de 1960, embalsó al lago, amenazando con arrasar todo poblado río abajo cuando el embalse se rompiera.

## Población, economía y ecología

### Estado trófico
La eutrofización es el envejecimiento natural de cuerpos lacustres (lagos, lagunas, embalses, pantanos, humedales, etc.) como resultado de la acumulación gradual de nutrientes, un incremento de la productividad biológica y la acumulación paulatina de sedimentos provenientes de su cuenca de drenaje.: 4  Su avance es dependiente del flujo de nutrientes, de las dimensiones y forma del cuerpo lacustre y del tiempo de permanencia del agua en el mismo.: 24  En estado natural la eutrofización es lenta (a escala de milenios), pero por causas relacionadas con el mal uso del suelo, el incremento de la erosión y por la descarga de aguas servidas domésticas entre otras, puede verse acelerado a escala temporal de décadas o menos.: 4  Los elementos más característicos del estado trófico son fósforo, nitrógeno, DBO5 y clorofila y la propiedad turbiedad.
Existen diferentes criterios de clasificación trófica que caracterizan la concentración de esos elementos (de menor a mayor concentración) como: ultraoligotrófico, oligotrófico, mesotrófico, eutrófico, hipereutrófico. Ese es el estado trófico del elemento en el cuerpo de agua. Los estados hipereutrófico y eutrófico son estados no deseados en el ecosistema, debido a que los bienes y servicios que nos brinda el agua (bebida, recreación, higiene, entre otros) son más compatibles con lagos de características ultraoligotróficas, oligotróficas o mesotróficas.: 14 
Según un informe de la Dirección General de Aguas de 2018, el lago tenía en 2009 un bajo nivel de trofía (oligotrofia).: 26 